# Zephalto
Zephalto (projet anciennement connu sous le nom de Zephyr Endless Flight, Zéphyr Exalto et Zeph Exalto) est une société privée française spécialisée dans le domaine de l’aéronautique et du vol en ballon stratosphérique fondée en 2016 par Vincent Farret d’Astiès.
L’entreprise propose à ses voyageurs d’embarquer à bord d’un ballon stratosphérique nommé Céleste, à 25km de la Terre, d’où ils pourront vivre l’effet de surplomb.

## Histoire

### Projet Zephyr
Le projet Zephyr Endless Flight naît sous forme associative en 2013 sous l'impulsion de Vincent Farret d’Astiès, alors contrôleur aérien. L'objectif est alors de réaliser un vol en ballon d'une durée record de 30 jours, avec deux pilotes à bord.

### Étymologie
Historiquement localisé au Pouget, dans l'Hérault, le projet devient la société Zéphyr Exalto en 2016 dont le nom changera par la suite en Zeph Exalto puis Zephalto. Les deux noms sont la personnification du “vent d’ouest”, par l’assemblage du latin Zephyrus “Zephyr” et du grec ancien Zéphorus, avec Exalto : ex- + altus qui se traduit par haut / hauteur. L'objectif de la mission change aussi puisque le vol record n'est jamais réalisé, le nouvel objectif étant de développer une solution de vol stratosphérique bas carbone.

## Céleste, le ballon stratosphérique

### Le ballon stratosphérique
Alors que les premiers essais sont menés avec un ballon à gaz classique, l'entreprise cherche ensuite à développer avec le CNES un savoir-faire unique et hautement technologique: ses propres ballons. Un premier prototype est testé en vol à l'été 2020, à une altitude maximale de 1,5 km.
Zephalto a ensuite commencé à développer Céleste, leur propre ballon stratosphérique, capable d'emmener dans la stratosphère, à bord d’une capsule pressurisée, six passagers à 25 kilomètres d’altitude. À l’origine de ce savoir-faire, une innovation technologique majeure dans le domaine du ballon stratosphérique : l’enveloppe réutilisable. Grâce à cette enveloppe et à de nombreuses avancées techniques, Céleste a une empreinte carbone extrêmement basse et rend le vol accessible à toutes les conditions physiques.
Le programme a depuis l’origine une vocation scientifique : les vols de Zephalto permettent de collecter des données atmosphériques sur des profils inédits, de mettre en place de nouveaux protocoles expérimentaux et de multiplier les observations spatiales et terrestres.
Des dîners vont être proposés à bord du ballon pour environ 120 000 euros alors que l'entreprise a reçu des fonds publics.
En mars 2024, on annonce que le Circuit Paul Armagnac dans le Gers accueillera les vols de ce ballon.
Le premier vol d'essai habité est réussi le 11 octobre 2024 avec deux personnes à bord.

### Partenariat avec le CNES
Au fil des siècles, une véritable compétence française du vol en ballon s’est développée. Et depuis plus de 60 ans, ce savoir-faire est devenu spécialité du Centre National d'Études Spatiales (CNES). L’agence spatiale française, c’est un historique de plusieurs milliers de vols, jusqu’à 60 par an. Le CNES est le premier partenaire de Zephalto et il lui transfère son avance technologique,. L'entreprise bénéficie ainsi, grâce à ce partenariat, de brevets clés pour la sécurité, de plus de 150 procédures opérationnelles déposées à l'INPI et d'expertises sur le domaine du vol, des équipements et le calcul d'enveloppe.

## Développement économique

### Croissance
Zephalto est notamment : 
- sélectionné dans le programme Spacefounders du CNES comme l’une des 10 futures licornes du spatial européen[15].
- fait aussi partie de l’édition 2021 du Future 40, classement des startups les plus prometteuses établi parmi les 1000 de Station F[16].
- soutenue par région Occitanie + FEDER : « L’Europe s’engage, l'Occitanie agit » [17].

La société travaille toujours en partenariat avec le CNES et l’ESA .

### Financement et levées de fonds
Début 2021, l'association devenue société annonçait avoir déjà récolté près d'un million d'euros au cours de ses premières années auprès de donateurs particuliers, d'investisseurs privés et d'organismes publics (comme la Région Occitanie avec une subvention de 84 500€).
Zephalto a également levé des fonds auprès du fonds d’investissement « Expansion », de l’Union Européenne et d’Airbus Développement.
En 2021, Zephalto annonce préparer une levée de fonds de 6 à 10 millions d'euros pour financer la suite de son développement ,.
Début 2022, Charles Beigbeder annonce avoir investi dans la société via son fonds Géodesic.